# Hlas Prahy
Hlas Prahy byla pražská soukromá rozhlasová stanice. Obsah vysílání vycházel ze zpravodajství a pořadů Praha TV, se kterou je rozhlasová stanice majetkově propojena. Licenci k vysílání stanice získala v prosinci 2020.
Stanice mapovala události v Praze a ve Středních Čechách. Vysílala reportáže, publicistiku, zajímavosti z hlavního města a rozhovory s osobnostmi. Vysílání bylo doplněno hudbou z 80. a 90. let.
Začátkem října 2022 bylo vysílání ukončeno.

## Vysílače
Hlas Prahy byl naposled šířen z následujících DAB vysílačů:
Multiplex COLOR DAB+
| Vysílač                          | Kanál | Kmitočet    | Výkon (ERP) | Polarizace |
| -------------------------------- | ----- | ----------- | ----------- | ---------- |
| Benešov – Lbosín                 | 7C    | 192,352 MHz | 1 kW        | vertikální |
| Praha – stadion Evžena Rošického | 7C    | 192,352 MHz | 1 kW        | vertikální |